# لانگ و سونه
لانگ و سونه شرکت ساعتهای لوکس و معتبر است . این شرکت در ابتدا توسط فردیناند آدولف لانگ در گلاشوت ، پادشاهی ساکسونی در سال 1845 تاسیس شد . علامت تجاری فعلی A. Lange & Söhne  Lange  دوباره در سال 1990 توسط والتر لانگ ثبت شد، نوه فردیناند آدولف لانگ این کار را انجام داد.
1. ↑  "A. Lange & Söhne". Wikipedia (به انگلیسی). 2023-07-31.